# Brian Pilkington (Fußballspieler)
Brian Pilkington (* 12. Februar 1933 in Leyland; † 7. Februar 2020 in Adlington) war ein englischer Fußballspieler. Als linker Flügelspieler war er beim FC Burnley Mitglied der Meistermannschaft von 1960. Insgesamt absolvierte er genau 300 Ligaspiele für die „Weinroten“.

## Sportlicher Werdegang
Wie viele, die in der englischen Autostadt Leyland aufgewachsen sind, war der berufliche Weg für Pilkington mit einer Lehre bei Leyland Motors vorgezeichnet. Parallel dazu fiel er als Linksaußen der Werksfußballmannschaft positiv auf und als ihn Talentscouts des Erstligisten FC Burnley begutachteten, schloss sich Pilkington im Januar 1951 diesem Verein an. Zu einem Zeitpunkt, als er gerade den 18. Geburtstag feierte, galt er unter Trainer Frank Hill als „Investition in die Zukunft“ und so startete Pilkington seine Karriere zunächst im Reserveteam.
Zu Beginn der Saison 1952/53 strebte Pilkington deutlich in Richtung erste Mannschaft und als der normalerweise auf seiner Position gesetzte Billy Elliott für ein Auswahlspiel der Football League unterwegs war, debütierte er im September 1952 gegen Tottenham Hotspur an der White Hart Lane. Sein Gegenspieler war der spätere englische Weltmeistertrainer Alf Ramsey und obwohl die Partie im 1:2 verloren ging, zeigte Pilkington eine gute Leistung. Zwar blieb Elliott nach seiner Rückkehr weiter Stammspieler, aber Pilkington verdiente sich in der Spielzeit noch vier weitere Einsätze und es wurde klar, dass nun ein Duell um das „Trikot mit der Nummer 11“ eröffnet war. Dies führte dazu, dass Elliott, der immerhin als Publikumsliebling galt, im Sommer 1953 an den AFC Sunderland verkauft wurde und somit Pilkington plötzlich „erste Wahl“ war. Seine Spielweise unterschied sich von der Elliotts, denn Pilkington war schneller, was auch sein Passspiel umfasste. Während sich beide in Duellen mit gegnerischen Außenverteidigern und bei Flanken ähnlich verhielten, zog Pilkington häufiger auch nach innen, um dort selbst den Torabschluss zu suchen. So gelangen ihm in der Saison 1953/54 neun Pflichtspieltreffer. Damit erregte er sogar nationale Aufmerksamkeit und neben einem Einsatz für die englische B-Auswahl absolvierte er im Oktober 1954 als Ersatz für Tom Finney gegen Nordirland sein erstes (aber letztlich einziges) A-Länderspiel.
Mehrere Trainerwechsel von Frank Hill über Alan Brown und Billy Dougall hin zu Harry Potts änderten nichts daran, dass Pilkington weiter eine Konstante auf der offensiven linken Seite des FC Burnley darstellte. Als der insgesamt aufstrebende Klub in der Saison 1959/60 die englische Meisterschaft gewann, verpasste er nur eine einzige Ligapartie (verletzungsbedingt vertrat ihn im Januar 1960 Gordon Harris beim 0:0 gegen West Bromwich Albion). Beim entscheidenden 2:1-Sieg bei Manchester City fiel ihm mit seinem 1:0-Führungstor eine Hauptrolle zu. In der anschließenden Spielzeit 1960/61 blieben die Dinge zunächst weitgehend unverändert und im Europapokal der Landesmeister war Pilkington sehr auffällig, vor allem mit seinen zwei Toren zum 3:1-Viertelfinalhinspielsieg gegen den Hamburger SV.
Beim Rückspiel gegen den HSV, das mit dem Ausscheiden endete, wurde er dann schmerzlich vermisst, nachdem er im März 1961 an die Bolton Wanderers verkauft worden war. Angeblich wurde der Transfer entgegen Pilkingtons Wunsch durchgeführt und er empfand die drei Jahre, die er für Bolton aktiv war, als vergleichsweise unangenehm – kurz nach seinem Weggang im Februar 1964 stieg das Team in die zweite Liga ab. Danach ließ er seine Karriere in den unteren Profiligen beim FC Bury und dem AFC Barrow ausklingen. Im Anschluss daran kehrte er in seine Heimat zu Leyland Motors zurück und dort arbeitete er ebenso als Trainer wie für den FC Chorley. Anschließend kehrte er dem Fußballsport den Rücken und arbeitete als Geschäftsmann in Chorley (zudem als Friedensrichter).

## Titel/Auszeichnungen
- Englische Meisterschaft (1): 1960
- Charity Shield (1): 1960 (geteilt)